# Contea di York (Pennsylvania)
La contea di York (in inglese York County) è una contea dello Stato della Pennsylvania, negli Stati Uniti. La popolazione al censimento del 2000 era di 381 751 abitanti. Il capoluogo di contea è York

## Geografia fisica
La contea si trova nella parte meridionale della Pennsylvania. L'U.S. Census Bureau certifica che l'estensione della contea è di 2358 km², di cui 2 km² costituiti da acque interne.

### Contee confinanti
- Contea di Lancaster - nord-est
- Contea di Dauphin - est
- Contea di Cumberland - nord
- Contea di Adams - ovest
- Contea di Harford (Maryland) - sud-est
- Contea di Carroll (Maryland) - sud
- Contea di Baltimora (Maryland) - sud-ovest

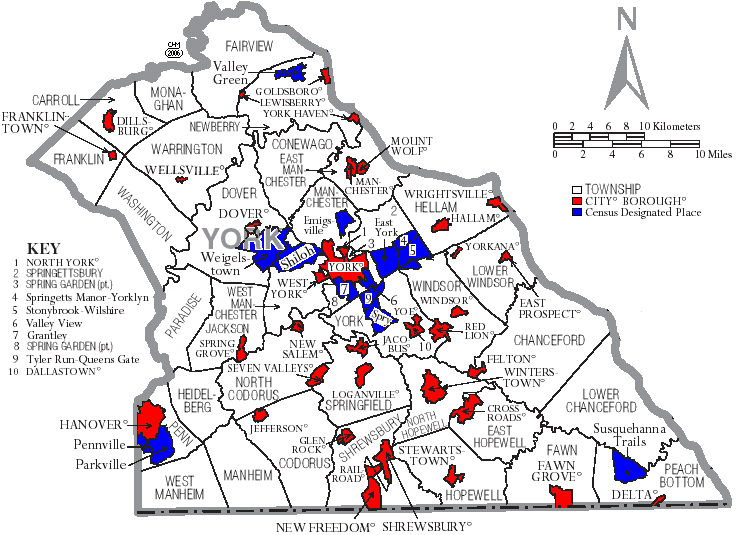
Cartina della Contea di York con la suddivisione amministrativa in comuni. In rosso sono indicate city e borough, in bianco le township, e in blu i census-designated place

## Storia
La Contea di York venne costituita il 9 agosto 1749 per distacco dalla Contea di Lancaster.

## Comuni

### City
- York

### Borough e Township
| - Carroll - township - Chanceford - township - Codorus - township - Conewago - township - Cross Roads - borough - Dallastown - borough - Delta - borough - Dillsburg - borough - Dover - borough - Dover - township - East Hopewell - township - East Manchester - township - East Prospect - borough - Fairview - township - Fawn Grove - borough - Fawn - township - Felton - borough - Franklin - township | - Franklintown - borough - Glen Rock - borough - Goldsboro - borough - Hallam - borough - Hanover - borough - Heidelberg - township - Hellam - township - Hopewell - township - Jackson - township - Jacobus - borough - Jefferson - borough - Lewisberry - borough - Loganville - borough - Lower Chanceford - township - Lower Windsor - township - Manchester - borough - Manchester - township - Manheim - township - Monaghan - township | - Mount Wolf - borough - New Freedom - borough - New Salem - borough - Newberry - township - North Codorus - township - North Hopewell - township - North York - borough - Paradise - township - Peach Bottom - township - Penn - township - Railroad - borough - Red Lion - borough - Seven Valleys - borough - Shrewsbury - borough - Shrewsbury - township - Spring Garden - township - Spring Grove - borough - Springettsbury - township | - Springfield - township - Stewartstown - borough - Warrington - township - Washington - township - Wellsville - borough - West Manchester - township - West Manheim - township - West York - borough - Windsor - borough - Windsor - township - Winterstown - borough - Wrightsville - borough - Yoe - borough - York - township - York Haven - borough - Yorkana - borough |

### CDP
- East York
- Emigsville
- Grantley
- New Market
- Parkville
- Pennville
- Queens Gate
- Shiloh
- Spry
- Stonybrook
- Susquehanna Trails
- Tyler Run
- Valley Green
- Valley View
- Weigelstown
- Yorklyn